# The Supremes at the Copa
The Supremes at the Copa è un album live del gruppo musicale femminile R&B statunitense The Supremes, pubblicato nel 1965 dalla Motown Records e registrato durante il loro concerto di debutto, avvenuto presso il night club Copacabana a New York.

## Tracce

### Lato A
1. Opening Introduction
2. Put on a Happy Face (Lee Adams, Charles Strouse)
3. I Am Woman, You Are Man (Jule Styne, Bob Merrill)
4. Baby Love (Holland-Dozier-Holland)
5. Stop! In the Name of Love (Holland-Dozier-Holland)
6. The Boy From Ipanema (Antônio Carlos Jobim, Vinícius de Moraes, Norman Gimbel).
7. Make Someone Happy (Styne, Betty Comden, Adolph Green)
8. Come See About Me (Holland-Dozier-Holland)
9. Rock-a-Bye Your Baby with a Dixie Melody (Sam M. Lewis, Jean Schwartz, Joe Young)

### Lato B
1. Queen oftThe House (Roger Miller, Mary Taylor)
2. Group Introduction
3. Somewhere (Leonard Bernstein, Stephen Sondheim)
4. Back in My Arms Again (Holland-Dozier-Holland)
5. Sam Cooke Medley (Sam Cooke)
  1. You Send Me
  2. Cupid
  3. Chain Gang
  4. Bring It On Home To Me
  5. Shake
  6. (I Love You) For Sentimental Reasons
6. You're Nobody 'Til Somebody Loves You (James Cavanaugh, Russ Morgan, Larry Stock)

## Classifiche
| Classifica(1965/1966)           |    |
| ------------------------------- | -- |
| U.S. Billboard 200              | 11 |
| U.S. Billboard R&B Albums Chart | 6  |